# Ичетляга
Ичетляга — река в России, протекает по территории Троицко-Печорского района Республики Коми. Устье реки находится в 194 км по левому берегу реки Илыч. Длина реки — 41 км.
Река берёт начало на Северном Урале, на северо-западных склонах горы Атертумп (837 м НУМ). Начало реки находится близ границы с Ханты-Мансийским автономным округом и на глобальном водоразделе Печоры и Оби, рядом лежит исток реки Атертумпья, притока Янгтумпа.
Течение носит горный характер, генеральное направление — юго-запад. Всё течение проходит в ненаселённой холмистой тайге на территории Печоро-Илычского заповедника. Приток — Кейншор (правый). В среднем и нижнем течении часто дробится на протоки и образует острова. Ширина реки в верхнем течении не превышает 10 метров, в среднем и нижнем течении около 30-40 метров. Скорость течения в верхнем течении 1,0 м/с, в среднем и нижнем течении около 0,6 м/с.

## Данные водного реестра
По данным государственного водного реестра России относится к Двинско-Печорскому бассейновому округу, водохозяйственный участок реки — Печора от истока до водомерного поста у посёлка Шердино, речной подбассейн реки — Бассейны притоков Печоры до впадения Усы. Речной бассейн реки — Печора.